# 藤村享平
藤村 享平（ふじむら きょうへい、1983年7月16日 - ）は、日本の映画監督、脚本家。石川県金沢市出身。日本映画学校（現・日本映画大学）17期、2005年卒業。ノックアウト所属後、2012年よりブリッジヘッド（代表 小川真司）所属。

## 主な作品

### 脚本
- 引きこもる女たち（2007年） - 2007年函館港イルミナシオン映画祭第11回シナリオ大賞グランプリ

### 映画
（全て 監督・脚本作品）
- どん底の二歩くらい手前（2005年） - SKIPシティ国際Dシネマ映画祭2008短編部門ノミネート
- アフロにした、暁には（2009年） - SKIPシティ国際Dシネマ映画祭2009短編部門ノミネート
- 逆転のシンデレラ（2011年、ndjc）[1]
- バルーンリレー（2012年）[2]
- パパはわるものチャンピオン（2018年）[3][4] - 富川国際ファンタスティック映画祭 2019 BIFAN Children’s Jury Award 受賞

### テレビドラマ
（記号※は監督作品。記号なしは監督・脚本作品）
- たべるダケ※（2013年7月 - 9月、テレビ東京）
- ああ、ラブホテル（2014年、WOWOW）
  - 大人番組リーグ2※（4月）
  - 第一話（11月）
  - 第二話（12月）
- 恋愛時代※（2015年4月 - 6月、読売・日本テレビ系）
- ラブリラン※（2018年4月 - 6月、読売・日本テレビ系）
- ああ、ラブホテル 〜秘密〜（2023年、WOWOW）
  - 第１話（5月）
  - 第８話（7月）
  - 全話「清掃員部屋」（5月 - 7月）

### ミュージック・ビデオ（PV）
- 眠り姫／SEKAI NO OWARI （2012年） - Music Video Awards 2013 年間優秀作品50曲
- 花色の美少女／SAKANAMON （2013年）